# Mecyclothorax perpolitus
Mecyclothorax perpolitus är en skalbaggsart som beskrevs av Perkins 1917. Mecyclothorax perpolitus ingår i släktet Mecyclothorax och familjen jordlöpare. Inga underarter finns listade i Catalogue of Life.